# Aníbal I Bentívolo
Aníbal I Bentívolo (em italiano: Annibale I Bentivoglio; Bolonha, 1413 – Bolonha 24 de junho de 1445) foi um nobre bolonhês que exerceu a função de senhor da cidade.

## Primeiros anos
Aníbal, filho ilegítimo de Antônio Galeácio, nasceu em Bolonha em 1413. Conforme relatado por Ghirardacci, houve uma disputa amistosa entre Antônio e Gaspar Malvezzi pelo direito de legitimá-lo como filho, sendo que a sorte favoreceu Bentívolo, que se tornou legalmente seu pai. Aos dez anos, Aníbal acompanhou o pai quando este, após uma tentativa fracassada de se tornar senhor de Bolonha e enfrentar conflitos com Martirio V., buscou refúgio em Florença. Mais tarde, com a ajuda de Rinaldo dos Albizzi e Cosme de Médici, Antônio reconciliou-se com o papa e entrou a seu serviço. Apesar da juventude, Aníbal seguiu os passos do pai, ingressando no exército papal como comandante de 20 lanças em 1426. Posteriormente, serviu sob Miguel Attendolo nas guerras contra Afonso de Aragão no Reino de Nápoles, onde ganhou reputação como valente guerreiro e adquiriu a experiência militar que usaria para defender Bolonha.

## Retorno a Bolonha e conflito com o duque de Milão
A morte de seu pai, ocorrida em 23 de dezembro de 1435, despertou a atenção e as esperanças dos habitantes de Bolonha, que estavam insatisfeitos com o governo tirânico dos oficiais papais. No entanto, Aníbal decidiu adiar seu retorno à cidade natal, preferindo aguardar circunstâncias mais propícias. Essas condições pareceram finalmente ter surgido em 20 de maio de 1438, quando os bolonheses se rebelaram contra a Sé Apostólica e expulsaram os representantes e as guarnições papais com a ajuda de Nicolau Piccinino, comandante do duque de Milão. Contudo, ao chegar em Bolonha em 8 de setembro de 1438, Aníbal encontrou a cidade ameaçada de perder novamente sua liberdade, pois Piccinino, agora aliado e com um numeroso exército, havia ocupado os castelos de Galliera e instalado-se no palácio do Município.
O duque de Milão, agindo de forma furtiva, visava garantir o controle sobre Bolonha, preparando-a para uma ocupação militar significativa e mantendo uma senhoria meramente nominal de Piccinino. Na sua função de governador, Piccinino impunha progressivamente não apenas sua própria vontade, mas a do duque, adotando medidas para alcançar seus objetivos, incluindo o retorno dos Canetoli, que haviam se reaproximado dos Visconti. Para consolidar sua posição, Aníbal assassinou Rafael Foscherari, uma figura influente na facção bentivoliana, em 4 de fevereiro de 1440. Em seguida, o duque de Milão consentiu no casamento de Aníbal com Donnina Visconti, celebrado em Bolonha em 7 de maio de 1441, com a intenção de garantir o favor ducal e avançar em sua pretensão de senhorio. No entanto, o casamento e os esforços dos Visconti para vincular Aníbal à sua política não resultaram nos efeitos desejados. Do casamento, nasceu João II.
Apesar do parentesco, Aníbal continuou a enfrentar oposição e desconfiança por parte do duque. Ele também parecia persistir em seus esforços para libertar Bolonha do domínio visconte. É possível que o duque tenha suspeitado dessas manobras de Aníbal e que tenha considerado oportuno eliminar os principais cidadãos de Bolonha para, assim, tomar a cidade sem maiores obstáculos. Há rumores de que o duque teria sugerido a Piccinino que contaria com seu apoio, usando sua autoridade, caso ele conseguisse capturar Aníbal e os Malvezzi Gaspar e Aquiles. De fato, em 17 de outubro de 1442, Francisco Piccinino prendeu Aníbal e os dois Malvezzi, e posteriormente fez com que Aníbal fosse encarcerado na fortaleza de Varano, em Parma.

## Senhor de Bolonha
A notícia da prisão de Aníbal causou grande agitação entre os bolonheses, que temiam seriamente pela perda de sua liberdade. Em resposta, foram enviadas embaixadas para solicitar a liberação dos prisioneiros, mas sem sucesso. Alguns meses depois, Galeácio e Tédio Marescotti, junto com outros três aliados, conseguiram penetrar furtivamente na fortaleza de Varano e libertar Bentívolo. Com a liberdade recuperada, Aníbal, na noite entre 5 e 6 de junho de 1443, escalou as muralhas de Bolonha e entrou na cidade. Reunindo seus partidários, ele atacou os soldados de Visconte, resultando em uma batalha acirrada em que parte dos invasores foi expulsa e parte foi capturada, incluindo Piccinino.
Com a ameaça externa afastada, as instituições comunais foram restauradas em sua totalidade, embora apenas na aparência. A preeminência de Aníbal, reforçada por seu papel destacado na luta contra os Visconti, tornou-se cada vez mais evidente. O sentimento de gratidão da população levou o Conselho dos Seicentos a conceder-lhe, por cinco anos, a arrecadação do imposto das "carteselle", o que lhe garantiria significativos lucros. No entanto, essa concessão foi vista por alguns, incluindo Ludovico Bentívolo, como um risco para as instituições livres da cidade. Para apaziguar os ânimos e evitar a percepção de que almejava o senhorio, Aníbal permitiu o retorno dos Canetoli, adversários políticos, demonstrando generosidade.
Além disso, para consolidar seu poder e promover a reconciliação, Aníbal prometeu casar sua irmã Costanza com Gaspar Canetoli, seguindo o exemplo de um casamento anterior com Romeu Pepoli. Essas manobras políticas visavam destacar sua magnanimidade e fortalecer sua posição. Apesar da presença dos Canetoli em Bolonha, Aníbal viu sua influência crescer, não apenas através do aumento do apoio popular e de cargos políticos, como o de gonfaloneiro de justiça em 1444, mas também pelo reconhecimento de governos estrangeiros, que o viam quase como o senhor da cidade. No entanto, essa situação também gerou intolerância e ciúmes entre os adversários, como os Canetoli e seus partidários, culminando em uma conspiração planejada com o duque de Milão. Os líderes da conspiração foram os Canetoli, Ludovico e Bettoço, e Francisco Gislieri.

## Morte
Em 24 de junho de 1445, durante as festividades de São João Batista, Aníbal, que havia concordado em batizar o filho de Gislieri como parte de seu esforço pela pacificação, foi atacado e assassinado por Bettoço Carietoli e seus partidários enquanto retornava da cerimônia com o afilhado. Após o assassinato, os conspiradores disseminaram-se pela cidade para eliminar seus opositores políticos. O massacre continuou até que a população, liderada pelo corajoso Galeácio Marescotti, se rebelou. Seguiu-se uma violenta batalha nas ruas e praças da cidade, que resultou na eliminação dos conspiradores e de seus aliados, enquanto as milícias de Visconte, enviadas por Bartolomeu Colleoni, não conseguiram salvá-los. Os poucos sobreviventes foram forçados a fugir de Bolonha.